# Mészdorgos
Mészdorgos (románul: Varnița, azelőtt Mesdorgoș) település Romániában, Arad megyében.

## Fekvése
Lippától délkeletre, Marosaszó és Sistaróc közt fekvő település.

## Története
Mészdorgos települést 1820 és 1830 között román mészégetők (meszesek) alapították egy mészégető kemence mellett.
1851-ben 137 óhitű lakosa volt, kik szénégető zsellérek voltak.
1810-ben 160 román görögkeleti ortodox lakosa volt.
A 20. század elején Temes vármegye Lippai járásához tartozott.